# Agosta (S620)
Pour les articles homonymes, voir Agosta (sous-marin).
L'Agosta (numéro de coque S620) était un sous-marin à propulsion diesel de classe Agosta de la marine française. Il fut en service de 1977 à 1997.

## Fabrication
Le navire a été commandé au chantier naval de Cherbourg, où la quille a été posée le 1er novembre 1972. Il a été lancé le 19 octobre 1974 et achevé le 28 juillet 1977, premier navire de sa classe auquel il a donné son nom.

## Service

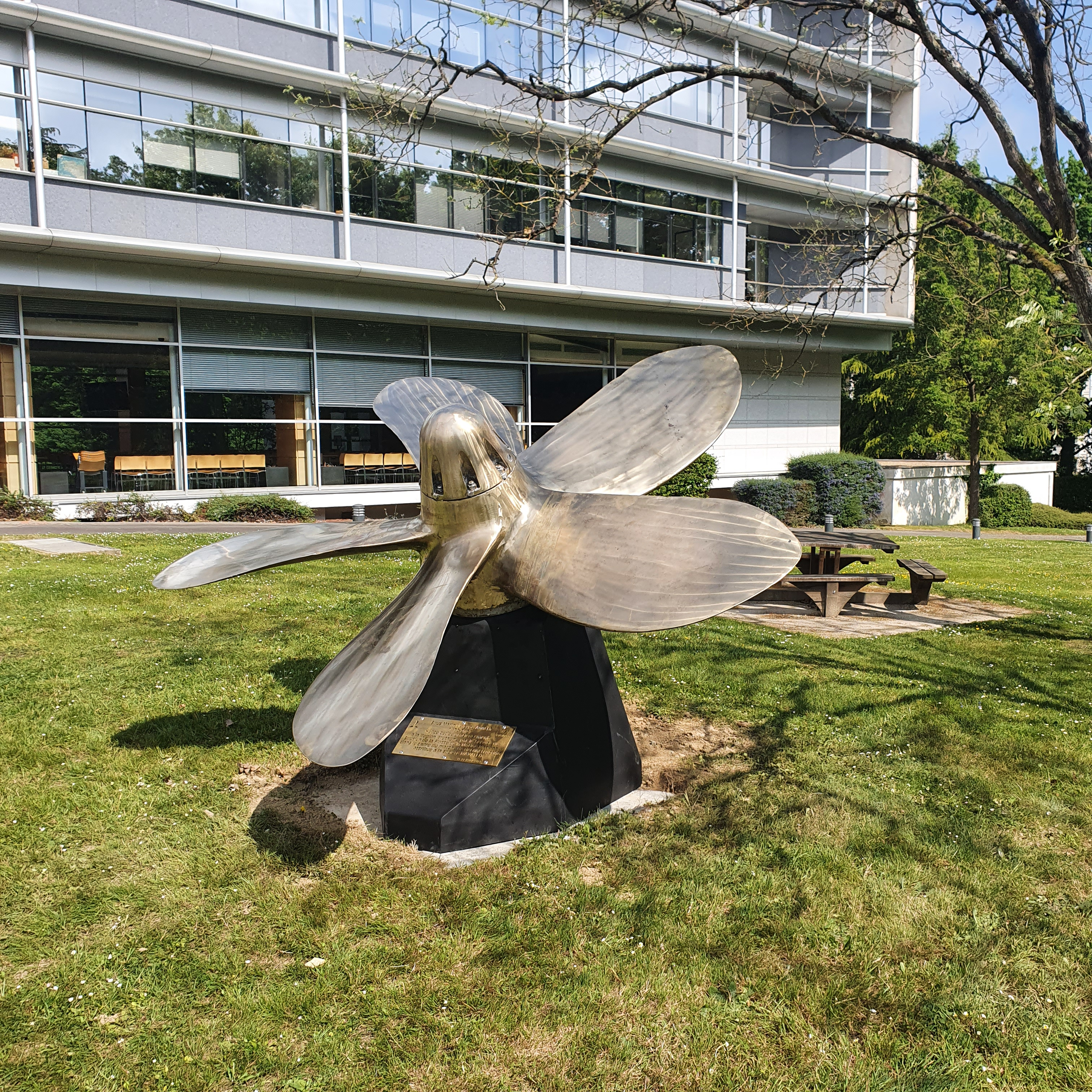
Hélice de propulsion du sous-marin Agosta, devant le conseil régional de Bretagne (en 2022).

Le navire a été en service de 1977 à 1997. Il a ensuite est déconstruit par Navaleo à Brest. La Marine nationale a cédé son hélice en bronze — 2,7 mètres de diamètre pour un poids de 2 tonnes — au Conseil régional de Bretagne en avril 2022 et elle est exposée dans le parc de l'hôtel de la région Bretagne à Rennes.